# Nemici... per la pelle
Nemici per la pelle è un film del 1968 diretto da Denys de La Patellière.
Il film, di produzione franco-italiana, con protagonisti Louis de Funès e Jean Gabin, è risultato ottavo al botteghino del 1968 in Francia con 3 211 778 entrate.

## Trama
Nello studio del pittore Dubois, Félicien Mézeray, un antiquario che si è arricchito nel commercio dei dipinti naïf, incontra Legrain, un ex legionario che si è recato dal pittore per farsi fare un ritratto. Sulla schiena del legionario è tatuato un autentico Modigliani. Come vedono il tatuaggio, subito due collezionisti americani, Smith e Larsen, si offrono di acquistarlo in contanti. Poiché l'ex-militare è riluttante a "vendere cara la pelle", Mézeray gli propone di restaurargli la casa di campagna in cambio della proprietà dell'opera d'arte, da prelevare naturalmente dopo la morte naturale del possessore. Quel che Mézeray ignora è che la casa in questione è un vasto castello in rovina dell'XI secolo, dimora ancestrale del misantropo e collerico ex legionario, che in realtà è l'ultimo conte de Montignac.

## Produzione
Il racconto scritto da Roald Dahl e intitolato Pelle, apparso tra l'altro nell'antologia Storie impreviste, tratta di un argomento simile: un uomo anziano, Drioli, ha sulla pelle della schiena un ritratto della moglie tatuato una notte di bevute dal pittore Chaïm Soutine. Dopo la morte dell'artista, la pelle del vecchio è ambita dai mercanti d'arte. 

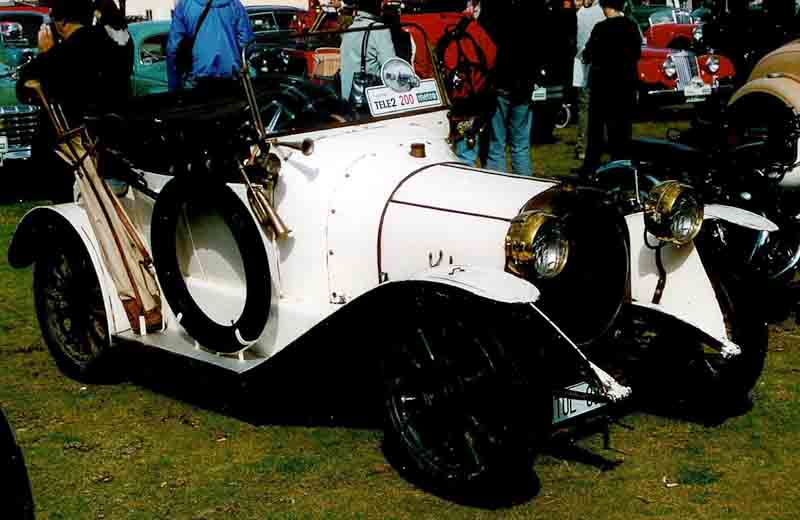
Una Chenard & Walcker d'epoca

Il film è stato girato in Francia, presso i seguenti luoghi:
- Périgord: le riprese si sono suddivise tra il comune di Domme e il medievale Castello Paluel di Saint-Vincent-le-Paluel. Si trova nella valle di Sainte-Nathalène, a est di Sarlat, lungo il piccolo torrente dell'Énéa. Oggi in stato di parziale rovina, il castello non è visitabile.[2]
- Suresnes: presso la Fortezza di Mont Valérien.[3].
- Parigi: aeroporto.
- Boulogne-Billancourt: stabilimenti di Boulogne.

L'auto guidata da Jean Gabin è un'antica Chenard & Walcker del 1920.

## Critica
Anche se di intrattenimento, Nemici per la pelle non è altro che un espediente per mettere insieme Louis de Funès e Jean Gabin. De Funès, all'epoca di questo film, era già diventato il più popolare attore comico di Francia, parimenti adorato dal pubblico e dai cineasti. Eccelleva specialmente in commedie burlesque come Nemici per la pelle, avendo la capacità di iniettare una tremenda energia comica nelle sceneggiature più risibili e fiacche. In contrasto, la carriera di Jean Gabin era molto in declino. Essendo stato probabilmente il più grande attore del cinema francese negli anni 1930 e 1950, Gabin concluse la sua carriera in una serie di ruoli precari, che non presentavano l'attore al suo meglio – includendo partecipazioni in alcune commedie mal concepite, di cui Nemici per la pelle è un buon esempio.
Il film brilla per l'interpretazione di un Louis de Funès in piena forma; Jean Gabin è il completo opposto, in un ruolo più introverso e disimpegnato.